# San Pietro Val Lemina
San Pietro Val Lemina ([lè-mi-na], San Pé in piemontese, San Piere in occitano) è un comune italiano di 1 439 abitanti della città metropolitana di Torino in Piemonte.

## Geografia fisica
San Pietro si trova al centro della piccola Val Lemina, la quale prende il nome dal torrente Lemina.

## Storia

### Simboli
Lo stemma comunale è stato concesso con decreto del presidente della Repubblica del 12 gennaio 2007.
Il gonfalone è un drappo di giallo con la bordatura di azzurro.

## Monumenti e luoghi d'interesse
- La chiesa parrocchiale è dedicata ai Santi Pietro e Paolo Apostoli.
- Il Monumento "Ai Piemontesi nel mondo"[5] in piazza Piemonte, inaugurato nel luglio 1974, opera dello scultore Gioachino Chiesa.[6]

## Società

### Evoluzione demografica
Abitanti censiti

## Amministrazione

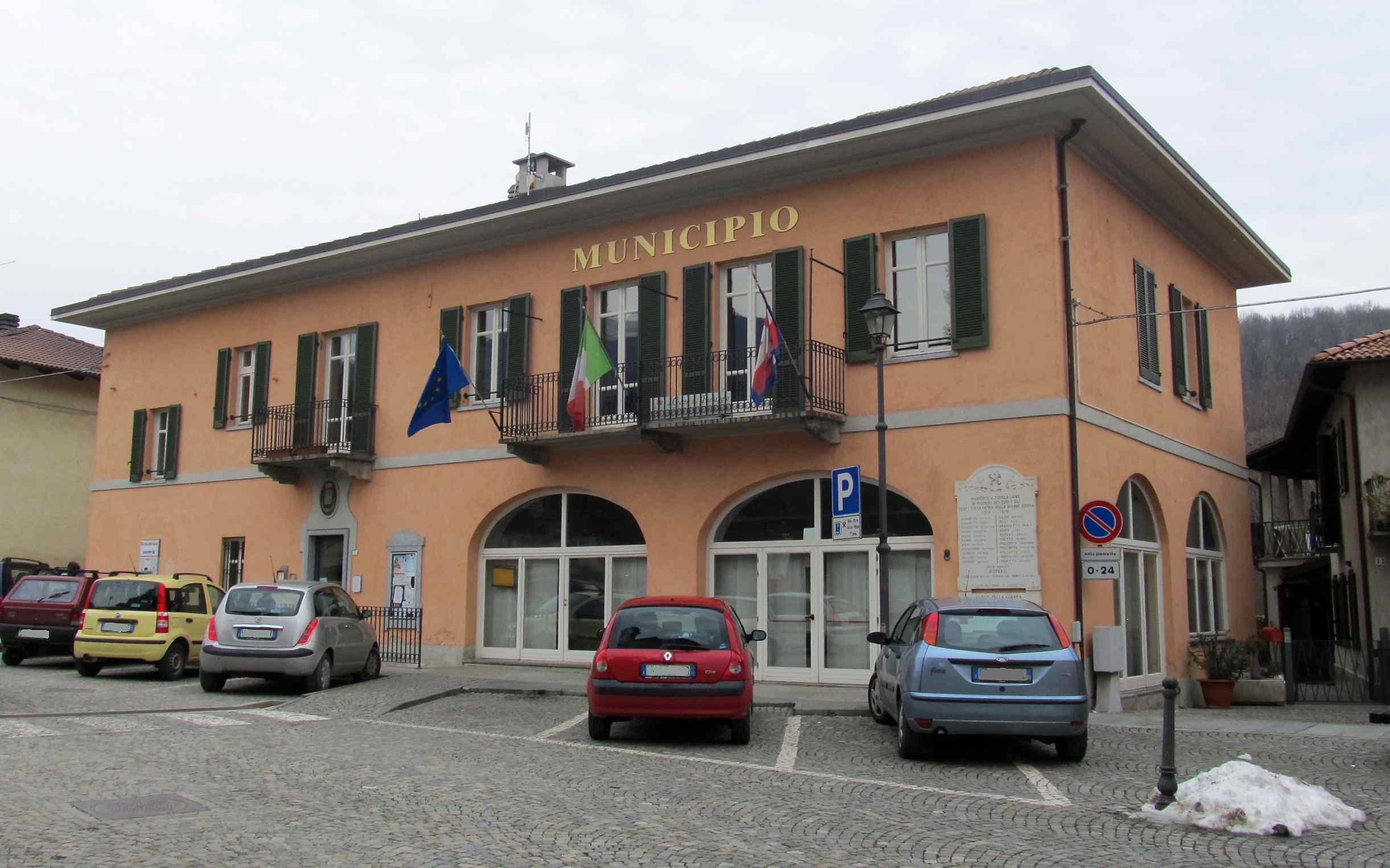
Il municipio

Di seguito è presentata una tabella relativa alle amministrazioni che si sono succedute in questo comune.
| Periodo        | Periodo        | Primo cittadino       | Partito                               | Carica  | Note  |
| -------------- | -------------- | --------------------- | ------------------------------------- | ------- | ----- |
| 1983           | 1985           | Nino Berger           | lista civica                          | Sindaco | [ 8 ] |
| 28 maggio 1990 | 24 aprile 1995 | Nino Berger           | Democrazia Cristiana                  | Sindaco | [ 8 ] |
| 24 aprile 1995 | 14 giugno 1999 | Nino Berger           | centro                                | Sindaco | [ 8 ] |
| 14 giugno 1999 | 14 giugno 2004 | Domenico La Grotteria | lista civica                          | Sindaco | [ 8 ] |
| 14 giugno 2004 | 8 giugno 2009  | Nino Berger           | lista civica                          | Sindaco | [ 8 ] |
| 8 giugno 2009  | 26 maggio 2014 | Anna Balangero        | lista civica                          | Sindaco | [ 8 ] |
| 26 maggio 2014 | 27 maggio 2019 | Anna Balangero        | lista civica Voi e noi con buon senso | Sindaco | [ 8 ] |
| 27 maggio 2019 | in carica      | Anna Balangero        | lista civica Voi e noi con buon senso | Sindaco | [ 8 ] |

Il comune faceva parte della Comunità montana Pinerolese Pedemontano.